# Pycnarmon septemnotata
Pycnarmon septemnotata là một loài bướm đêm trong họ Crambidae.